# Lamania gracilis
Espèce
Lamania gracilis est une espèce d'araignées aranéomorphes de la famille des Pacullidae.

## Distribution
Cette espèce est endémique de Bali en Indonésie.

## Description
Le mâle holotype mesure 3,7 mm.

## Publication originale
- Schwendinger, 1989 : On three new armoured spiders (Araneae: Tetrablemmidae, Pacullinae) from Indonesia and Thailand. Revue suisse Zool., vol. 96, p. 571-582 (texte intégral).